# شبگرد-باز
شبگرد-باز (نام علمی: Chordeilinae) نام یک زیرخانواده از خانواده شبگردان است.